# 桂胸歌鹀
桂胸歌鹀（学名：Castanozoster thoracicus），是雀形目唐纳雀科的一种鸟类，属于单型的桂胸歌鹀属（学名：Castanozoster）。
桂胸歌鹀体重约11.9克，翼长约63.8毫米，喙宽度约3.4毫米，喙厚度约4.7毫米，嘴峰长约12.7毫米，跗蹠长约20.4毫米，尾长约60毫米。
桂胸歌鹀是留鸟，栖息在森林，它们是食肉动物，主要以昆虫、蜘蛛等陆生无脊椎动物为食。它们分布在巴西东南部。